# Tilletia
Tilletia Tul. & C. Tul. (śnieć) – rodzaj grzybów z klasy płaskoszy (Exobasidiomycetes). Grzyby mikroskopijne, obligatoryjne pasożyty roślin wywołujące choroby zwane śnieciami.

## Charakterystyka
Rodzaj o największym znaczeniu gospodarczym w rzędzie śnieciowców, należą bowiem do niego gatunki przynoszące duże straty w uprawie zbóż. Ustilospory kuliste, rzadziej owalne, brunatne, o ścianie zazwyczaj siateczkowato urzeźbionej. Tworzą się pojedynczo i są największymi zarodnikami w całej rodzinie. Powstają na końcach strzępek grzybni, która w wyniku tej konidiogenezy zostaje całkowicie zużyta na ich tworzenie, wskutek czego w stanie dojrzałym składa się wyłącznie z zarodników. Zarodniki tworzą luźne skupiska wypełniające porażone organy roślin. Przeważnie są to słupki w kwiatach traw. Uwalniając się ze słupków powodują ich pękanie. W masie mają nieprzyjemny zapach śledzi pochodzący od trójmetylaminy.
Anamorfy należą do rodzaju Tilletiella.

## Systematyka i nazewnictwo
Pozycja w klasyfikacji według Index FungorumTilletiaceae, Tilletiales, Exobasidiomycetidae, Exobasidiomycetes, Ustilaginomycotina, Basidiomycota, Fungi.
Takson ten utworzyli Louis René Tulasne i Charles Tulasne w 1847 r.
Gatunki występujące w Polsce
- Tilletia anthoxanthi A. Blytt 1896
- Tilletia caries (DC.) Tul. & C. Tul. 1847 – wywołuje śnieć cuchnącą pszenicy
- Tilletia controversa J.G. Kühn 1874 – wywołuje śnieć karłową pszenicy
- Tilletia indica Mitra 1931 – wywołuje śnieć indyjską pszenicy[4]
- Tilletia laevis J.G. Kühn 1873 – wywołuje śnieć gładką pszenicy
- Tilletia lolii – poraża życicę (Lolium)[2]
- Tilletia olida (Riess) G. Winter 1881
- Tilletia secalis (Corda) J.G. Kühn 1877 – wywołuje śnieć żyta
- Tilletia separata J. Kunze 1876

Nazwy naukowe na podstawie Index Fungorum. Wykaz gatunków według W. Mułenko i in. (bez przypisów) oraz innych (oznaczone przypisami). Nazwy wywoływanych przez nie chorób na podstawie pracy Polskie nazwy chorób roślin użytkowych.